# 日日日
日日日（あきら、男性、1986年7月29日 - ）は日本のライトノベル作家・ゲームシナリオライター。奈良県出身。千葉県立千葉西高等学校卒業。
ペンネームは本名である「輝（あきら）」の字を同音の漢字「晶」に置き換えて「日」3つに崩して表記したもの。

## 来歴
高校在学時に第1回恋愛小説コンテストラブストーリー大賞、第4回新風舎文庫大賞大賞、第6回エンターブレインえんため大賞佳作、第8回角川学園小説大賞優秀賞、第1回MF文庫J新人賞編集長特別賞を受賞し、複数の出版社から同時デビューする「コンテスト荒らし」として有名になる。
高校卒業後は介護の専門学校に通いながら小説を書き、早くに『狂乱家族日記』などのヒットシリーズを持つ。2009年、『ビスケット・フランケンシュタイン』でセンス・オブ・ジェンダー賞大賞を受賞。
原稿を書くのが速いことで知られ、デビューした2005年の時点で10冊を刊行しており、一時期は『月刊「日日日」』とも言える状態だった。 
2012年の『あんさんぶるガールズ!』以降は、アプリゲームのシナリオでの活動が目立ち、2019年以降の小説活動はアプリゲームのノベライズ原作のみに留まっている。

## 作品リスト

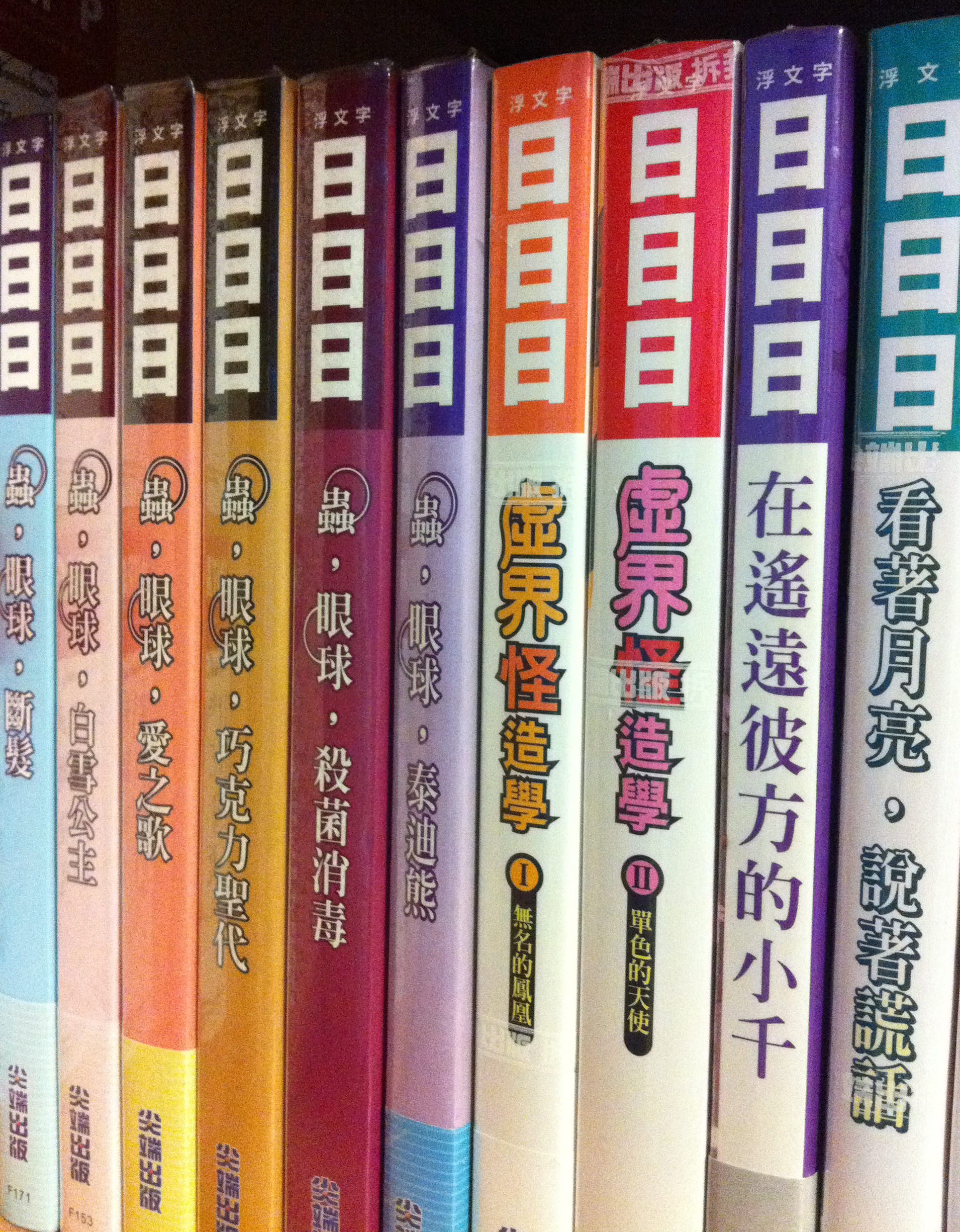
台湾版の書籍（尖端出版）

### オリジナル
- 香奈菱高校シリーズ（新風舎文庫／角川文庫／講談社BOX）
  1. ちーちゃんは悠久の向こう（2005年1月 新風舎文庫／2010年6月 角川文庫）
  2. うそつき 嘘をつくたびに眺めたくなる月（2005年8月 新風舎文庫／2010年7月 角川文庫）
  3. ピーターパン・エンドロール（2006年9月 新風舎文庫／2010年8月 角川文庫）
  4. はこぶねエトランゼ（2014年8月 講談社BOX）[注 1]
- アンダカの怪造学（角川スニーカー文庫／イラスト：エナミカツミ）
- 狂乱家族日記（ファミ通文庫／イラスト： x6suke）
- 蟲と眼球シリーズ（MF文庫J／イラスト：三月まうす）
- ギロチンマシン中村奈々子（徳間デュアル文庫／イラスト：大出長介）
- 魔女の生徒会長（MF文庫J／イラスト：鈴見敦）
- ジャンクガール・ジグ（角川スニーカー文庫／イラスト：エナミカツミ）
- みにくいあひるの恋（MF文庫J／イラスト：みことあけみ）
- ささみさん@がんばらない（ガガガ文庫／イラスト：左）
- うさぎさん惑星。（ガンガンノベルズ／イラスト：山﨑透） 
  1. うさぎさん惑星。 1周目（2009年12月 ガンガンノベルズ）
  2. うさぎさん惑星。 2周目（2010年5月 ガンガンノベルズ）
- 爆熱天使Xサン（角川スニーカー文庫／イラスト：TNSK）
  1. 爆熱天使Xサン 見さらせ正義の一番星!!（2010年5月 角川スニーカー文庫）
  2. 爆熱天使Xサン 第二次正義の味方大戦!!（2010年9月 角川スニーカー文庫）
- 大奥のサクラ（角川スニーカー文庫／イラスト：みやま零）
- 〈日日日×千葉サドル〉シリーズ（講談社BOX／イラスト：千葉サドル）
  1. 平安残酷物語（2011年11月 講談社BOX）
  2. のばらセックス（2011年11月 講談社BOX）
  3. 図書館パラセクト（2013年7月 講談社BOX）
  4. はこぶねエトランゼ（2014年8月 講談社BOX）[注 1]
- いけめん彼女（講談社ラノベ文庫／イラスト：剣康之）
  1. いけめん彼女 1 学校一のイケメンに告白された俺（2012年3月 講談社ラノベ文庫）
  2. いけめん彼女 2 学校一の暴力女と恋人になった俺（2012年8月 講談社ラノベ文庫）
  3. いけめん彼女 3 吸血鬼と世界一の秘宝（2013年8月 講談社ラノベ文庫）
- 反抗期の妹を魔王の力で支配してみた。（GA文庫／イラスト：焔すばる）
  1. 反抗期の妹を魔王の力で支配してみた。（2012年4月 GA文庫）
  2. 反抗期の妹を魔王の力で支配してみた。 2（2012年8月 GA文庫）
  3. 反抗期の妹を魔王の力で支配してみた。 3（2013年2月 GA文庫）
  4. 反抗期の妹を魔王の力で支配してみた。 4（2013年10月 GA文庫）
- 桃瀬さん家の百鬼目録（電撃文庫／イラスト：吠L）
  1. 桃瀬さん家の百鬼目録（2020年11月 電撃文庫）- 共著：ゆずはらとしゆき、SOW、森崎亮人
  2. 桃瀬さん家の百鬼目録2（2020年12月 電撃文庫）- 共著：ゆずはらとしゆき
- ノンシリーズ
  - 私の優しくない先輩（2005年2月 碧天舎／2010年6月 講談社）
  - ビスケット・フランケンシュタイン（2009年6月 メガミ文庫）
  - ひなあられ（2010年10月 講談社ノベルス）
  - ビスケット・フランケンシュタイン〈完全版〉（2013年9月 講談社BOX）
  - さくらコンタクト route B 真智ありす（2014年4月 このライトノベルがすごい！文庫）
  - あたしら憂鬱中学生 1 共依存[注 2]（2015年3月 T-LINE NOVELS）
  - 特命生徒会 特別に命を奪うことを許可された生徒会（2016年6月 角川スニーカー文庫）
  - 恋の穴におちた。（2019年11月 LINE文庫）

### ノベライズ
- あんさんぶるガールズ！(オーバーラップ文庫)
- あんさんぶるスターズ！（ビーズログ文庫アリス）
- ミストトレインガールズ 〜霧の世界の車窓から〜（イラスト：himesuz）
  - ミストトレインガールズ 〜霧の世界の車窓から〜（2021年1月 ファミ通文庫）- 共著：川添枯美
  - ミストトレインガールズ2 ～霧の世界の車窓から～（2022年2月 ファミ通文庫）- 共著：川添枯美
- ノンシリーズ
  - ゆめにっき あなたの夢に私はいない（2013年9月 PHP研究所／2015年11月 VG文庫）- 原作：ききやま
  - ECHO（2016年3月 PHP研究所）- 原作：Crusher-P
  - アンダンテ 01（2017年2月 ぽにきゃんBOOKS）- 原案：坂ノハル、共著：川添枯美
  - 鏡の国のアイリス -SCP Foundation- 1（2018年9月 一二三書房）
  - 乱躁滅裂ガール（2019年11月 一迅社）- 原案：れるりり

### アンソロジー収録作
- 夜汽車の骸骨（『ふたり。 新風舎文庫大賞短編小説アンソロジー』2006年11月 新風舎文庫）
- 嘘色林檎姫（『破天荒遊戯アンソロジー』2008年3月 ZERO-SUMコミックス）
- 狂乱！ガーゴイル日記2054（『コラボアンソロジー1 狂乱家族日記』2008年9月 ファミ通文庫）
- Islam dunk（『まりあ†ほりっくアンソロジー』2009年3月 MF文庫J）
- アンダカの怪造学 恋愛錯戦（『S BLUE ザ・スニーカー100号記念アンソロジー』2010年6月 角川スニーカー文庫）
- 鶴見さんの恩返し〈を見てはいけない〉（『ホラーアンソロジー2 黒』2012年9月 ファミ通文庫）
- 大奥のサクラ 地獄の片思い（『S WHITE スニーカー文庫25周年記念アンソロジー』2013年9月 角川スニーカー文庫）
- 根暗男子のバスケットボール（『部活アンソロジー2 春』2013年9月 ファミ通文庫）
- ミリアンヌの肌（『スレイヤーズ25周年あんそろじー』2015年1月 富士見ファンタジア文庫）

### 漫画原作

#### オリジナル
- 虐殺魔法少女ベリアル☆ストロベリー（2008年 ブレイドコミックス 全2巻）- 作画：倉藤倖
- 邪眼探偵ネクロさんの事件簿（2008年 ブレイドコミックス 全1巻）- 作画：木下さくら
- ぽち軍曹。（2009年 ガンガンコミックスONLINE 全1巻）- 作画：もみじ真魚
- せんがく（2010年 - 2012年 マッグガーデンコミックスavarusシリーズ 全5巻）- 作画：木乃ひのき
- ばけものくらぶ（2011年 - 2012年 KCxARIA 全2巻）- 作画：コダマナオコ
- アノレクシア 〜しかばね華子は拒食症〜（2012年 - 2013年 マッグガーデンコミックス Beat's SERIES 全2巻）- 作画：nini
- DAGASY 放課後超能力戦争（2013年 - 2014年 ガンガンコミックスONLINE 全3巻）- 作画：りすまい
- 彼女に首ったけ（2018年 - 2019年 イブニングKC 全3巻）- 作画：ツガノガク

#### コミカライズ
- 蟲と眼球とテディベア（2006年 - 2009年 MFコミックスアライブシリーズ 全6巻）- 作画：浅見百合子
- 狂乱家族日記（2008年 - 2010年 マジキューコミックス 全4巻）- 作画：ヱシカ/ショーゴ
- 私の優しくない先輩（2010年 プレミアムKC 全1巻）- 作画：時遠季沙
- ささみさん@がんばらない（2012年 - 2013年 少年サンデーコミックススペシャル 全4巻）- 作画：西川彰
- 大奥のサクラ 現代大奥女学院（2013年 - 2014年 ファミ通クリアコミックス 全2巻）- 作画：佐倉はなつみ＋倉本雅弘、構成：矢上裕
- 平安残酷物語（2014年 - 2015年 REXコミックス 全2巻）- 作画：真西まり

### ゲームシナリオ
- あんさんぶるガールズ!（GREE、Google Play、App Store、Mobage、mixi、2012年11月27日 - 2015年5月28日）
  - あんさんぶるガールズ!!（2016年10月7日 - 2018年2月15日）
  - あんさんぶるガールズ!! 〜Memories〜（2018年2月26日）
- あんさんぶるスターズ!（Google Play、App Store、2015年4月28日 - ）
- プリンセスコネクト！Re:Dive（Google Play、App Store、2018年2月15日 - 2019年12月）[注 3][5]
- ミストトレインガールズ 〜霧の世界の車窓から〜（DMM GAMES、DMM GAMESストア、2020年9月16日 - ）

### 文芸同人
- 耳猫少女（ラノベ作家休憩所「正常小説。」掲載）[注 4]
- こなゆきデマゴギー（ラノベ作家休憩所「中性小説。」掲載）[注 4]
- きゅうくつティラノ[注 5]（ラノベ作家休憩所「流星小説。」掲載）
- ランドセルヘドロ[注 5]（ラノベ作家休憩所「救世小説。」掲載）
- クレーン（ラノベ作家休憩所「求刑小説。」掲載）
- 犲の冷たい手[注 5]（ラノベ作家休憩所「残響小説。」掲載）
- ASH HUNTING（ラノベ作家休憩所「切望小説。」掲載）
- 剣客少女、真夜中に咲く（ラノベ作家休憩所「爽快小説。」掲載）

## 映像化

### 映画
- ちーちゃんは悠久の向こう（2008年1月19日公開、デックスエンタテインメント）
- 私の優しくない先輩（2010年7月17日公開）

### テレビアニメ
- 狂乱家族日記（2008年放映）
- ささめきこと（2009年放映） - 同人誌原稿協力
- ささみさん@がんばらない（2013年放映）
- あんさんぶるスターズ!（2019年放映）